# Anolis brunneus
Anolis brunneus (крукедський аноліс) — вид ігуаноподібних ящірок родини анолісових (Dactyloidae). Ендемік Багамських Островів.

## Поширення і екологія
Крукедські аноліси мешкають на островах Крукед і Плана-Кейс в Багамському архіпелазі. Вони живуть в сухих чагарникових заростях, рідколіссях і садах.

## Збереження
МСОП класифікує стан збереження цього виду як близький до загрозливого. Anolis brunneus загрожує хижацтво з боку інвазивних кішок і щурів, а також підвищення рівня моря.